# Зловеща семейна история: Лудница
Asylum („Лудница“) е вторият сезон на американския сериал Зловеща семейна история. Излъчването му започва на 17 октомври 2012 г. и приключва на 23 януари 2013 г. с 13 епизода.

## Сюжет
В английски санаториум, контролиран от сестри на вярата и науката, невинните и лудите бягат от големи опасности и своето минало. Модерни проучвания на руините призовават тъмна мистерия, която чака своите жертви.

## Герои

### Главни
- Д-р Оливър Тредсън – терапевт с мисия
- Тимъти Хауърд – амбициозен свещеник
- Лана Уинтърс – репортерка, готова на всичко за сензация
- Кит Уокър – обикновен мъж с необикновена история
- Грейс Бъртранд – съквартирантка с брадва за точене
- Д-р Артър Ардън – мъж на науката и убеждението
- Сестра Джуд – непоклатима ръководителка с прикрити желания

### Второстепенни
- Шели – излежава присъда без да е извършила престъпление
- Уенди Пайзър
- Демонът – паразитно семе на истинското зло
- Тереза Морисън – младоженка, която се препъва в мистерия
- Пепър – игрива жена с тъмна семейна тайна
- Кървавото лице – сериен убиец
- Шарлот Браун – може ли да наистина да е Ане Франк?
- Лий Емърсон – тъмна представа за ваканционен гост
- Миси Стоун – малко момиче в синьо с обладаваща памет
- Майка Клаудия – монахиня със страст за правосъдие

и др.

## Епизоди
| №  | Име                       | Премиера в САЩ      | Премиера в България |
| -- | ------------------------- | ------------------- | ------------------- |
| 1  | Добре дошли в Брайърклиф! | 17 октомври 2012 г. | 28 ноември 2012 г.  |
| 2  | Пакости и лакомства       | 24 октомври 2012 г. | 5 декември 2012 г.  |
| 3  | Ураган                    | 31 октомври 2012 г. | 12 декември 2012 г. |
| 4  | Аз съм Ане Франк: Част 1  | 7 ноември 2012 г.   | 19 декември 2012 г. |
| 5  | Аз съм Ане Франк: Част 2  | 14 ноември 2012 г.  | 26 декември 2012 г. |
| 6  | Корените на Монстросити   | 21 ноември 2012 г.  | 2 януари 2013 г.    |
| 7  | Тъмен братовчед           | 28 ноември 2012 г.  | 9 януари 2013 г.    |
| 8  | Нечестива нощ             | 5 декември 2012 г.  | 16 януари 2013 г.   |
| 9  | Закачалка за палта        | 12 декември 2012 г. | 23 януари 2013 г.   |
| 10 | Игра на имена             | 2 януари 2013 г.    | 30 януари 2013 г.   |
| 11 | Разлято мляко             | 9 януари 2013 г.    | 6 февруари 2013 г.  |
| 12 | Континуум                 | 16 януари 2013 г.   | 13 февруари 2013 г. |
| 13 | Край на лудостта          | 23 януари 2013 г.   | 20 февруари 2013 г. |

## В България
В България сезонът е излъчен между 17 октомври 2012 г. и 20 февруари 2013 г. В дублажа участват Таня Димитрова, Александър Воронов и Станислав Димитров.